# Епископ бањалучки Платон
Платон Јовановић, познатији као Свештеномученик Платон Бањалучки (Београд, 29. септембар 1874 — Бања Лука, 5. мај 1941) је био епископ охридско-битољски и бањалучки. Убиле су га усташе убрзо по успостављању НДХ. СПЦ га је канонизовала.

## Биографија
Епископ Платон је рођен у Београду 29. септембра 1874. као Миливоје Јовановић. Школовао се у Врању и Нишу, а потом школовање наставио у Београдској богословији. Замонашио се као ученик трећег разреда богословије.
Када је завршио богословију рукоположен је за ђакона и презвитера. Године 1896. послат је у Српско подворје у Москви где је наставио богословско усавршавање на Духовној академији коју је завршио 1901. са степеном кандидата богословља. Када се вратио из Русије, постављен је за старешину манастира Рајиновца. Као професор службовао је у Алексинцу и Јагодини и за то време одликован је достојанством синђела, протосинђела и архимандрита.
У току Првог балканског рата 1912. архимандрит Платон је био бригадни свештеник, а у Првом светском рату војни свештеник. Кратко време био је администратор Охридске епархије. Окупацију је провео у Србији.
Свештеномученик Платон Бањалучки је био и старешина манастира Крушедола (1934—1936). За викарног епископа моравичког изабран је 1936. године. Хиротонисао га је патријарх Варнава Росић 4. октобра у Сремским Карловцима уз саслужење митрополита загребачког Доситеја (Васића), митрополита Анастасија (Грибановског) из Руске православне заграничне цркве, те епископа: бачког Иринеја (Ћирића), бостонског Макарија (Иљјинског) (РЗПЦ) и викарног епископа сремског Саве (Трлајића).
За епископа охридско-битољског изабран је 22. јуна 1938. После годину дана премештен је у Бању Луку.
Као епископ бањалучки дочекао је почетак Другог светског рата. Када му је саопштено да као рођени Србин из Србије мора да напусти НДХ, он је одговорио: “Ја сам канонски и законито од надлежних власти постављен за епископа бањалучког и као такав обавезао сам се пред Богом, Црквом и народом да ћу водити бригу о својој духовној пастви трајно и постојано, без обзира на ма какве прилике и догађаје, везујући нераздвојно живот и судбину своју са животом и судбином свога духовног стада и остајући у средини његовој на духовној стражи за све вријеме док ме Господ у животу подржи, остајући уз своје стадо као добар пастир који душу своју полаже за своје овце”.
Усташе су ухапсиле владику Платона и одвели га 5. маја 1941, заједно са протом Душаном Суботићем, архијерејским намесником из Босанске Градишке, изван Бањалуке где су их убили и бацили у реку Врбању. Свештеномученика Платона Бањалучког убио је усташа Асим Ћелић. Владичино изнакажено тело пронађено је у селу Кумсале 23. маја 1941. године.
Када су прота Петар Рађеновић и прота Сава Рађеновић, маја месеца 1941. године отишли Гутићу да га питају шта је било са епископом Платоном он им је набусито одговорио „Шта хоћете ви? Немате шта да ме питате, нити хоћу да вам одговорим. Нема више Срба, не познајем ја Србе. Губите се одавде. Ово је срце државе Хрватске, а срце треба очистити од отрова. Доста смо вам ми овде давали гостопримство ових задњих 250 година, више вам га не дајемо“.
Према свједочењу проте Јове Давидовића, убијени Епископ Платон сахрањен је на тадашњем војничком гробљу, данас дио гробља "Свети Пантелија, у Борику, 24. маја 1941. године, без опијела и било какве пратње, а на дрвеном крсту није писало ништа. Пренет је 1. јула 1973. у крипту данашњег Саборног храма Свете Тројице. Свети архијерејски сабор Српске православне цркве га је 1998. године прогласио за свештеномученика и тада је унет у Именослов светих Српске православне цркве.
Српска православна црква слави га 22. априла по црквеном, а 5. маја по грегоријанском календару.

## Свједочанства о страдању
Бањолучанин Хамдија Афган, писао је фебруара 1942. године бањолучком трговцу Ристи Томићу, који је у то вријеме већ био у избјеглиштву у Београду: "Подајте парастос владики Платону и проти Суботићу јер су њих убили Ђелић, Мирко Ковачевић и Нико Чондрић, јер се тако излануо Мирко пред Јованом Ковачевићем и да су се на њима учили гађати из револвера".
"Поч. епископа препознао је црквеноопштински служитељ Љубо (коме не знам презиме) у просектури државне болнице у Бањалуци, по једној страни лица, док је друга била посве унакажена. Тврди да је био го, са каишом око струка, са ципелама званим штифлетне, какве је, знам, носио. Обдуциран није. Судијама није био дозвољен приступ мртвом телу". - Прота Јово Давидовић
"Др Драго Врањешевић и др Ђорђе Букинац, лекари, видели су мртво тело еп. Платона у мртвачници Државне болнице у Бања Луци. Имао је на себи чарапе, ципеле на еластику и кожни појас око голог тела. Кожа са главе била је сасвим огуљена (чиста лобања), у десној слепоочници видна округла рупа са 7,9 мм. Рубови оштри. Над десном обрвом налазила се рупа у кости истих својстава. Десна страна лица била је наједена и око је вирило напоље. Брада је била веома ријетка и са леве стране седа. Тело надувено без рана."
„Налазим Љубу Миљевића, служитеља српског Погребног друштва и шаљем га управнику болнице, да га у моје име замоли, не би ли се нађени леш, који је – по свему судећи – леш православног човјека, повјерио друштву на сахрану. Љубо се враћа и каже, да је леш владичин. Он га добро позна. Окретао га је и запазио трагове трију метака: један у потиљак, други у сљепоочницу а трећи, каже у леђа. На ногама су му ципеле са гумипластиком. У гаћама је и само је на њему, око њега кожни кајиш. Пола браде појеле су рибе, а пола се још добро види...“ - из писма проте Душана Мачкића Синоду Српске православне цркве по доласку у Србију 1941.

## Галерија
- Спомен плоча епископу Платону
- Храм Св. свештеномученика Платона у Врбањи
- Кивот са моштима Св. Платона у Саборној цркви у Бањој Луци
- Спомен на вратима манастира Светог Василија Острошког у Бијељини